# Norrköping (gemeente)
Norrköping is een Zweedse gemeente die gedeeltelijk in Östergötland en gedeeltelijk in Södermanland ligt. De gemeente behoort tot de provincie Östergötlands län. Ze heeft een totale oppervlakte van 2029,0 km² en telde 139.363 inwoners in 2017.

## Plaatsen in de gemeente
- Norrköping
- Lindö
- Åby (Östergötland)
- Krokek
- Skärblacka
- Svärtinge
- Jursla
- Kimstad
- Östra Husby
- Ljunga
- Norsholm
- Strömsfors
- Åselstad
- Ensjön
- Herstadberg
- Öbonäs
- Simonstorp
- Vånga
- Graversfors
- Loddby
- Eksund
- Strandhugget
- Djurön
- Hagsätter
- Arkösund
- Gruvstugan
- Skriketorp